# ウシランパッティ
ウシランパッティ（உசிலம்பட்டி；Usilampatti）は、インド南部のタミル・ナードゥ州マドゥライ県にある都市。同県ウシランパッティ郡の中心都市である。

## 地理
北緯 : 9° 58' 0　／　東経 : 77° 47' 60 
- 県外
  - チェンナイまで 486km
  - ティルッチラーッパッリまで 167km
  - マドゥライまで 39km
  - コーヤンブットゥールまで 266km
  - カンニヤークマリまで 281km

## 政治
ウシランパッティでは、2001年の統一地方選挙ではFBLのL・サンターナムが当選し、2006年の統一地方選挙ではAIADMKのI・マヘーンドランが当選した。

## 交通
マドゥライ連絡駅とボーディナーヤッカヌール駅を結ぶインド南部鉄道ボーディナーヤッカヌール線の狭軌鉄道路線が通り、ウシランパッティ駅が設置されている。
道路は、ケーララ州イェルナークラムからタミル・ナードゥ州ラーメーシュヴァラムまでを結ぶ国道49号線が通っている。
最寄りの空港はマドゥライ空港である。